# Championnat de France féminin de football 2001-2002
Navigation
Édition précédente Édition suivante
Le National 1A 2001-2002  est la 28e édition du championnat de France féminin de football. Le premier niveau national du championnat féminin oppose douze clubs français en une série de vingt-deux rencontres jouées durant la saison de football. En fin de saison, les quatre meilleures équipes s'affrontent lors d'un tournoi final, où chaque équipe affronte une seule fois les trois autres. La compétition débute le 9 septembre 2001 et s'achève le 30 juin 2002.
La première place du tournoi final est qualificative pour la Coupe féminine de l'UEFA alors que les trois dernières places du championnat sont synonymes de relégation en Division 2.
Lors de l'exercice précédent, le Paris SG, le Caluire SCSC et le Tours FC ont gagné le droit d'évoluer dans cette compétition après avoir respectivement fini premier, deuxième et troisième du tournoi final de National 1B.
Le Toulouse FC, champion en 2001, est quant à lui, le représentant français à la Coupe féminine de l'UEFA 2001-2002.
À l'issue de la saison, le Toulouse FC décroche le quatrième titre de champion de France de son histoire en ayant pourtant terminé deuxième de la phase régulière derrière le FCF Juvisy. Dans le bas du classement, le SC Schiltigheim, le Tours FC et le Caluire SCSC sont relégués après respectivement deux et une seule saison au plus haut niveau.
| \| FC Lyon Paris SG Montpellier HSC FCF Juvisy Toulouse FC ASJ Soyaux Saint-Memmie Olympique Saint-Brieuc FF ESOFV La Roche-sur-Yon SC Schiltigheim Caluire SCSC Tours FC \| Localisation des clubs engagés dans le championnat. |
| FC Lyon Paris SG Montpellier HSC FCF Juvisy Toulouse FC ASJ Soyaux Saint-Memmie Olympique Saint-Brieuc FF ESOFV La Roche-sur-Yon SC Schiltigheim Caluire SCSC Tours FC                                                           |

## Participants
Ce tableau présente les douze équipes qualifiées pour disputer le championnat 2001-2002. On y trouve le nom des clubs, la date de création du club, l'année de la dernière montée au sein de l'élite, leur classement de la saison précédente, le nom des stades ainsi que la capacité de ces derniers.
Légende des couleurs
- Qualifié pour le premier tour de la Coupe féminine de l'UEFA 2001-2002.
- Promu de National 1B.

| Nom du club            | Date de création | Dernière montée | Classement 2000-2001 | Stade                 | Capacité | Victoires en championnat |
| ---------------------- | ---------------- | --------------- | -------------------- | --------------------- | -------- | ------------------------ |
| Toulouse FC            | 1980             | 1994            | 1                    | Stade de la Ramée     | 3 000    | 3                        |
| ESOFV La Roche-sur-Yon | 1978             | 1996            | 2                    | Stade de Saint-André  | 1 800    | /                        |
| FCF Juvisy             | 1971             | 1986            | 3                    | Stade Georges Maquin  | 2 000    | 4                        |
| FC Lyon                | 1970             | 1978            | 4                    | Plaine de Gerland     | 2 200    | 4                        |
| Saint-Memmie Olympique | -                | 1999            | 5                    | Stade Déborah Jeannet | -        | /                        |
| Montpellier HSC        | -                | 1997            | 6                    | Stade Joseph Blanc    | 1 000    | /                        |
| ASJ Soyaux             | 1968             | -               | 7                    | Stade Léo Lagrange    | 4 800    | 1                        |
| SC Schiltigheim        | -                | 2000            | 8                    | -                     | -        | /                        |
| Saint-Brieuc FF        | 1973             | -               | 9                    | Stade Fred-Aubert     | 13 500   | 1                        |
| Paris Saint-Germain    | 1971             | 2001            | N1B                  | Stade Georges-Lefèvre | 3 500    | /                        |
| Caluire SCSC           | -                | 2001            | N1B                  | -                     | -        | /                        |
| Tours FC               | -                | 2001            | N1B                  | -                     | -        | /                        |

## Compétition

### Classement
Le classement est calculé avec le barème de points suivant : une victoire vaut quatre points, le match nul deux et la défaite un.
Critères de départage en cas d'égalité au classement :
1. classement aux points des matchs joués entre les clubs ex æquo ;
2. différence entre les buts marqués et les buts concédés par chacun d’eux au cours des matchs qui les ont opposés ;
3. différence entre les buts marqués et les buts concédés sur la totalité des matchs joués dans le championnat ;
4. plus grand nombre de buts marqués sur la totalité des matchs joués dans le championnat ;
5. en cas de nouvelle égalité, une rencontre supplémentaire aura lieu sur terrain neutre avec, éventuellement, l’épreuve des tirs au but.

| Rang | Équipe                 | Pts | J  | G  | N | P  | Bp | Bc  | Diff |
| ---- | ---------------------- | --- | -- | -- | - | -- | -- | --- | ---- |
| 1    | FCF Juvisy             | 75  | 22 | 17 | 2 | 3  | 58 | 13  | +45  |
| 2    | Toulouse FC T CF       | 71  | 22 | 15 | 4 | 3  | 72 | 13  | +59  |
| 3    | FC Lyon                | 66  | 22 | 14 | 2 | 6  | 53 | 26  | +27  |
| 4    | Montpellier HSC        | 63  | 22 | 12 | 5 | 5  | 51 | 31  | +20  |
| 5    | Paris SG P             | 61  | 22 | 11 | 6 | 5  | 40 | 27  | +13  |
| 6    | ASJ Soyaux             | 57  | 22 | 11 | 2 | 9  | 38 | 32  | +6   |
| 7    | ESOFV La Roche-sur-Yon | 53  | 22 | 9  | 4 | 9  | 32 | 31  | +1   |
| 8    | Saint-Brieuc FF        | 52  | 22 | 8  | 6 | 8  | 47 | 37  | +10  |
| 9    | Saint-Memmie Olympique | 47  | 22 | 7  | 4 | 11 | 40 | 47  | -7   |
| 10   | SC Schiltigheim        | 40  | 22 | 4  | 6 | 12 | 24 | 42  | -18  |
| 11   | Tours FC P             | 29  | 22 | 1  | 4 | 17 | 21 | 78  | -57  |
| 12   | Caluire SCSC P         | 23  | 22 | 0  | 1 | 21 | 12 | 111 | -99  |

|  | Qualifié pour le tournoi final. |
|  | Relégué en Division 2. |
|  | T Tenant du titre. P Promu de National 1B. CF Vainqueur du Challenge de France 2001-2002. Pts points ; G victoires ; N match nuls ; P défaites Bp buts marqués ; Bc buts encaissés ; Diff différence de buts |

### Résultats
Source : Championnat de France de D1 2001-2002 - Calendrier, sur statsfootofeminin.fr
| Résultats (▼dom., ►ext.)                                   | Cal | Juv | RsY | Lyo | Mon | Par | Bri  | SMO | Sch | Soy | Toul | Tour |
| Caluire SCSC                                               |     | 2-5 | 1-3 | 0-1 | 1-7 | 0-1 | 1-10 | 2-5 | 2-6 | 0-1 | 0-10 | 0-3  |
| FCF Juvisy                                                 | 4-0 |     | 2-0 | 0-1 | 4-4 | 2-0 | 3-0  | 3-0 | 3-0 | 2-1 | 0-1  | 3-0  |
| ESOFV La Roche-sur-Yon                                     | 4-0 | 0-2 |     | 1-3 | 0-2 | 2-3 | 3-0  | 4-1 | 1-1 | 0-1 | 1-1  | 3-0  |
| FC Lyon                                                    | 8-0 | 1-3 | 1-2 |     | 0-0 | 2-1 | 1-0  | 1-0 | 2-1 | 5-1 | 0-1  | 5-0  |
| Montpellier HSC                                            | 8-0 | 0-0 | 1-1 | 1-3 |     | 3-1 | 7-3  | 2-0 | 2-1 | 1-2 | 1-0  | 3-2  |
| Paris SG                                                   | 6-0 | 2-1 | 0-0 | 1-1 | 2-2 |     | 0-2  | 3-0 | 3-0 | 4-2 | 0-0  | 2-1  |
| Saint-Brieuc FF                                            | 4-0 | 0-1 | 0-2 | 4-3 | 3-0 | 2-2 |      | 0-0 | 2-2 | 2-2 | 0-3  | 6-0  |
| Saint-Memmie Olympique                                     | 5-1 | 0-3 | 5-1 | 2-4 | 3-4 | 1-4 | 2-1  |     | 0-0 | 0-0 | 3-1  | 1-1  |
| SC Schiltigheim                                            | 3-1 | 0-3 | 0-2 | 0-2 | 1-0 | 2-2 | 1-3  | 1-4 |     | 0-1 | 0-4  | 3-2  |
| ASJ Soyaux                                                 | 7-0 | 0-5 | 2-0 | 3-0 | 0-1 | 1-2 | 1-2  | 4-0 | 1-0 |     | 1-2  | 5-0  |
| Toulouse FC                                                | 9-0 | 0-3 | 5-0 | 2-0 | 3-0 | 3-0 | 1-1  | 5-0 | 1-1 | 6-1 |      | 11-0 |
| Tours FC                                                   | 1-1 | 1-6 | 0-2 | 3-9 | 1-2 | 0-1 | 2-2  | 2-8 | 1-1 | 0-1 | 1-3  |      |
| - Victoire à domicile - Match nul - Victoire à l'extérieur |     |     |     |     |     |     |      |     |     |     |      |      |

### Tournoi final
Le tournoi final du championnat oppose les quatre meilleures équipes du championnat lors d'un mini-tournoi à quatre. Les équipes affrontent une seule fois leurs trois adversaires selon un calendrier tiré aléatoirement.
Le classement est calculé avec le barème de points suivant : une victoire vaut quatre points, le match nul deux et la défaite un. Un bonus de points a été attribué de manière dégressive (3 points ; 2 points ; 1 point) aux trois équipes ayant terminé première lors du championnat.
Critères de départage en cas d'égalité au classement :
1. classement aux points des matchs joués entre les clubs ex æquo ;
2. différence entre les buts marqués et les buts concédés par chacun d’eux au cours des matchs qui les ont opposés ;
3. différence entre les buts marqués et les buts concédés sur la totalité des matchs joués dans le championnat ;
4. plus grand nombre de buts marqués sur la totalité des matchs joués dans le championnat ;
5. en cas de nouvelle égalité, une rencontre supplémentaire aura lieu sur terrain neutre avec, éventuellement, l’épreuve des tirs au but.

Classement
| Rang | Équipe           | Pts | J | G | N | P | Bp | Bc | Diff |
| ---- | ---------------- | --- | - | - | - | - | -- | -- | ---- |
| 1    | Toulouse FC T CF | 14  | 3 | 3 | 0 | 0 | 8  | 1  | +7   |
| 2    | FCF Juvisy       | 12  | 3 | 2 | 0 | 1 | 7  | 6  | +1   |
| 3    | FC Lyon          | 7   | 3 | 1 | 0 | 2 | 3  | 6  | -3   |
| 4    | Montpellier HSC  | 3   | 3 | 0 | 0 | 3 | 2  | 7  | -5   |

|  | Qualifié pour la coupe UEFA 2002-2003 (Phase de groupes). |
|  | T Tenant du titre. CF Vainqueur du Challenge de France 2002-2003. Pts points ; G victoires ; N match nuls ; P défaites Bp buts marqués ; Bc buts encaissés ; Diff différence de buts |

Résultats

## Bilan de la saison
| Championnat de France féminin de football 2001-2002 |                        |
| Champion                                            | Toulouse FC (4e titre) |
| Dauphin                                             | FCF Juvisy             |
| Coupes et trophées                                  |                        |
| Vainqueur Challenge de France 2001-2002             | Toulouse FC            |
| Qualifications continentales                        |                        |
| Coupe UEFA 2002-2003                                | Toulouse FC            |
| Promotions et relégations                           |                        |
| Promus en Division 1                                | USO Bruay-la-Buissière |
| Promus en Division 1                                | Quimper Cornouaille FC |
| Relégués en Division 2                              | SC Schiltigheim        |
| Relégués en Division 2                              | Tours FC               |
| Relégués en Division 2                              | Caluire SCSC           |

## Statistiques
Leader du classement de la saison régulière
Évolution du classement de la saison régulière
- Qualifié pour le tournoi final de division 1
- Relégué en division 2.

| Club                   | 1  | 2  | 3  | 4  | 5  | 6  | 7  | 8  | 9  | 10 | 11 | 12 | 13 | 14 | 15 | 16 | 17 | 18 | 19 | 20 | 21 | 22 |
| ---------------------- | -- | -- | -- | -- | -- | -- | -- | -- | -- | -- | -- | -- | -- | -- | -- | -- | -- | -- | -- | -- | -- | -- |
| Toulouse FC            | 7  | 3  | 2  | 1  | 1  | 1  | 1  | 2  | 2  | 1  | 1  | 1  | 1  | 2  | 1  | 2  | 2  | 2  | 2  | 2  | 2  | 2  |
| ESOFV La Roche-sur-Yon | 10 | 11 | 10 | 11 | 11 | 11 | 10 | 10 | 10 | 10 | 9  | 8  | 10 | 10 | 9  | 9  | 9  | 8  | 8  | 8  | 8  | 7  |
| FCF Juvisy             | 1  | 5  | 7  | 6  | 4  | 5  | 4  | 4  | 3  | 2  | 2  | 2  | 2  | 1  | 2  | 1  | 1  | 1  | 1  | 1  | 1  | 1  |
| FC Lyon                | 3  | 7  | 9  | 9  | 10 | 9  | 7  | 7  | 6  | 5  | 5  | 3  | 4  | 3  | 3  | 3  | 3  | 3  | 3  | 3  | 3  | 3  |
| Saint-Memmie Olympique | 4  | 2  | 1  | 2  | 5  | 4  | 5  | 5  | 7  | 7  | 7  | 7  | 6  | 7  | 7  | 7  | 8  | 9  | 9  | 9  | 9  | 9  |
| Montpellier HSC        | 8  | 9  | 8  | 5  | 3  | 3  | 3  | 1  | 1  | 3  | 4  | 4  | 5  | 4  | 4  | 4  | 5  | 5  | 5  | 5  | 5  | 4  |
| ASJ Soyaux             | 5  | 8  | 6  | 3  | 6  | 6  | 6  | 6  | 5  | 4  | 3  | 5  | 3  | 5  | 6  | 6  | 7  | 6  | 6  | 6  | 6  | 6  |
| SC Schiltigheim        | 2  | 1  | 5  | 7  | 7  | 8  | 8  | 8  | 9  | 9  | 10 | 10 | 9  | 9  | 10 | 10 | 10 | 10 | 10 | 10 | 10 | 10 |
| Saint-Brieuc FF        | 9  | 6  | 4  | 8  | 8  | 7  | 9  | 9  | 8  | 8  | 8  | 9  | 8  | 8  | 8  | 8  | 6  | 7  | 7  | 7  | 7  | 8  |
| Paris SG               | 6  | 4  | 3  | 4  | 2  | 2  | 2  | 3  | 4  | 6  | 6  | 6  | 7  | 6  | 5  | 5  | 4  | 4  | 4  | 4  | 4  | 5  |
| Caluire SCSC           | 11 | 12 | 12 | 11 | 12 | 12 | 12 | 12 | 12 | 12 | 12 | 12 | 12 | 12 | 12 | 12 | 12 | 12 | 12 | 12 | 12 | 12 |
| Tours FC               | 12 | 10 | 11 | 10 | 9  | 10 | 11 | 11 | 11 | 11 | 11 | 11 | 11 | 11 | 11 | 11 | 11 | 11 | 11 | 11 | 11 | 11 |

Moyennes de buts marqués par journée de la phase régulière
Ce graphique représente le nombre de buts marqués lors de chaque journée. Il est également indiqué la moyenne totale sur la saison qui est de 22,18 buts/journée.
Classement des buteuses
| Cls | Joueuse                    | Club                   | Buts |
| --- | -------------------------- | ---------------------- | ---- |
| 1   | Marinette Pichon           | Saint-Memmie Olympique | 22   |
| 2   | Hoda Lattaf                | Montpellier HSC        | 20   |
| 3   | Séverine Creuzet-Laplantes | FC Lyon                | 17   |
| 4   | Ingrid Boyeldieu           | Paris SG               | 16   |
| 4   | Mélanie Briche             | Toulouse FC            | 16   |
| 6   | Sonia Haziraj              | Saint-Brieuc FF        | 15   |
| 7   | Laetitia Tonazzi           | FCF Juvisy             | 14   |
| 8   | Élodie Ramos               | SC Schiltigheim        | 13   |
| 9   | 3 joueuses                 | 3 joueuses             | 11   |
| 12  | 3 joueuses                 | 3 joueuses             | 10   |
| 15  | 1 joueuse                  | 1 joueuse              | 9    |
| 16  | 5 joueuses                 | 5 joueuses             | 8    |
| 21  | 3 joueuses                 | 3 joueuses             | 7    |
| 24  | 5 joueuses                 | 5 joueuses             | 6    |
| 29  | 7 joueuses                 | 7 joueuses             | 5    |
| 36  | 6 joueuses                 | 6 joueuses             | 4    |
| 42  | 18 joueuses                | 18 joueuses            | 3    |
| 60  | 18 joueuses                | 18 joueuses            | 2    |
| 78  | 41 joueuses                | 41 joueuses            | 1    |